# Phú Tân (Bình Dương)
Phú Tân is een phường van Thủ Dầu Một, een stad in de provincie Bình Dương. Phú Tân ligt op de oostelijke oever van de Sài Gòn. Phú Tân ligt tegen de grens met district Tân Uyên.